# Pasqual Bailón
Pasqual Baylón Yubero (Torrehermosa, província de Saragossa, 16 de maig de 1540 - Vila-real, 17 de maig de 1592) va ser un frare franciscà descalç, germà llec. És venerat com a sant per l'Església catòlica.

## Biografia
Va néixer a Torrehermosa el dia de Pasqua de Pentecosta, per la qual cosa fou batejat amb el nom de Pasqual. Fins als vint anys romangué a la casa dels pares, on portava les ovelles a pasturar, mentre aprenia a llegir i a escriure amb devocionaris.
Als vint anys abandonà la casa paterna i ingressà al convent franciscà de Nostra Senyora de Loreto (a Orito, Montfort, Vinalopó Mitjà) famós per la senzillesa dels religiosos que l'habitaven. Vestí els hàbits a la ciutat d'Elx i professà a l'Orito el 2 de febrer de 1565. Amb una personalitat ascètica i mística, desenvolupà la seua fe en l'Eucaristia a través de la caritat fraterna.
Després d'una vida durant la que cultivà el seu esperit amb l'oració, l'escriptura i realitzant els més modests treballs de llec en diversos convents valencians, morí al Convent del Roser de Vila-real el 17 de maig de 1592, també Pasqua de Pentecosta.

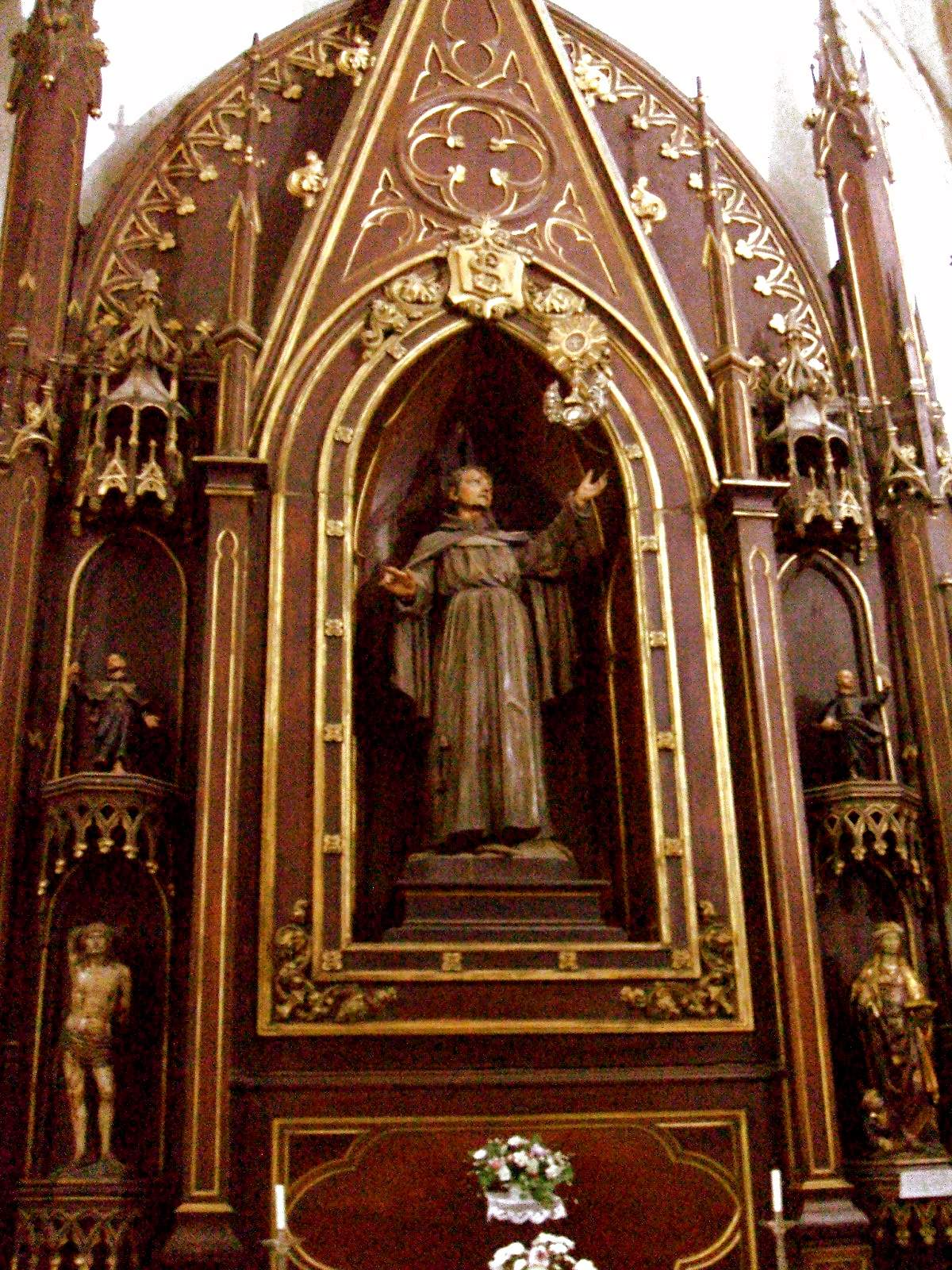
Retaule del s. XIX a l'Asunción de Lekeitio.
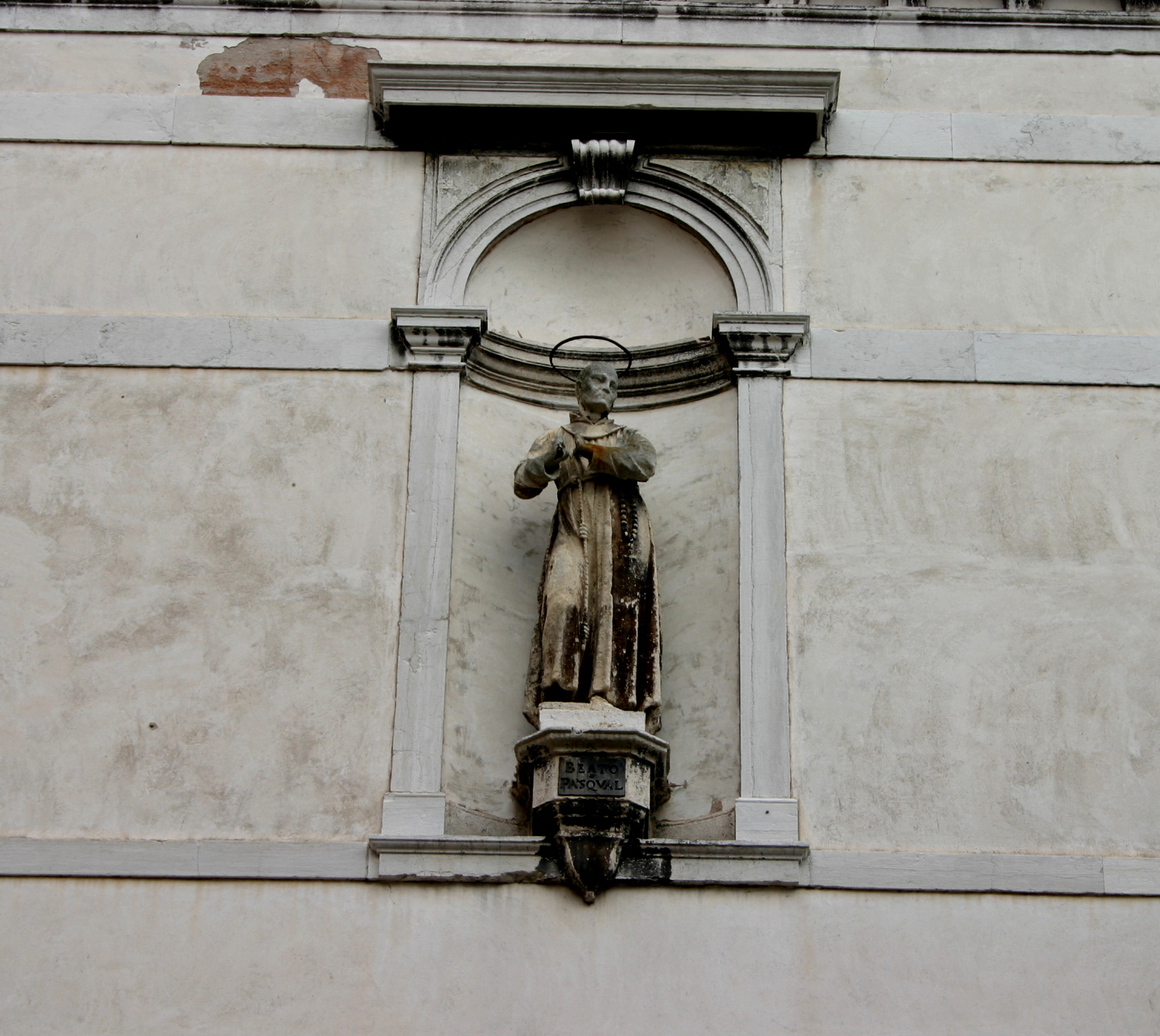
Estàtua a l'antiga Scuola di Pasquale Baylon (s XVII), a Venècia.
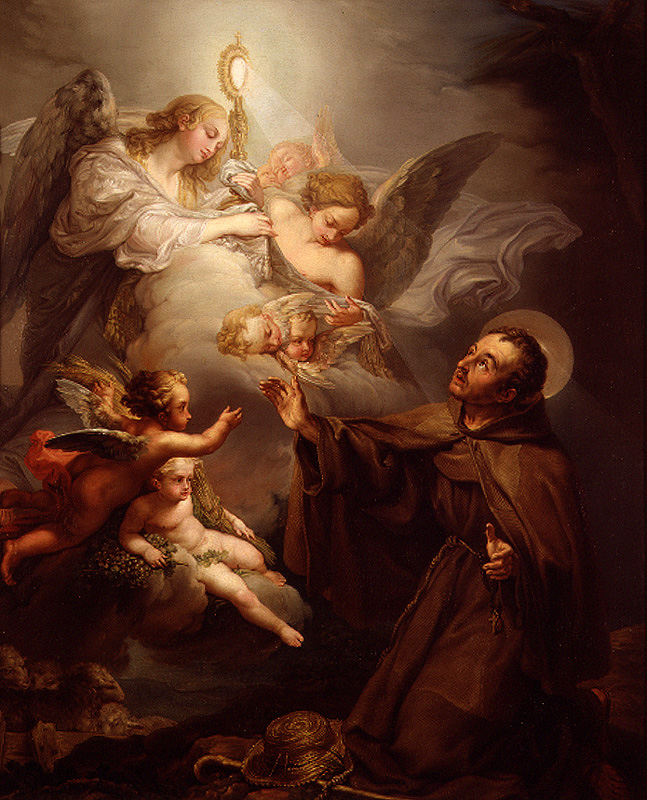
Aparició de l'Eucaristia a St. Pasqual per Bernardo López (1811) (València, Museu de Belles Arts)
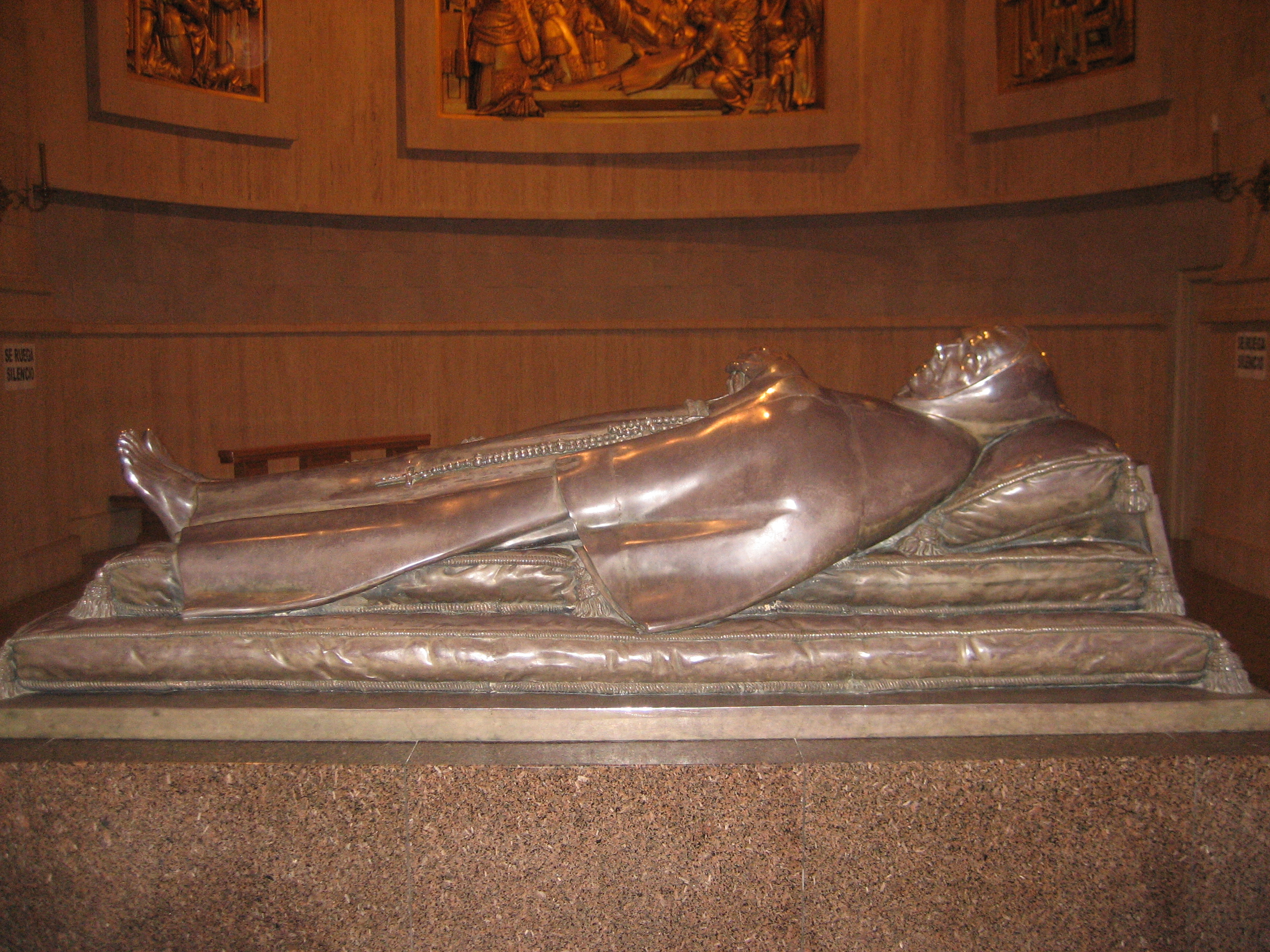
Nou sepulcre d'argent del sant a Vila-real, per Vicent Lloréns Poy.

## Patronatge
Fou beatificat pel papa Pau V el 19 d'octubre de 1618 i canonitzat per Alexandre VIII el 16 d'octubre de 1690. Patró de totes les associacions i congressos eucarístics pel papa Lleó XIII el 28 de novembre de 1897. Fou declarat Patró de la Diòcesi de Sogorb-Castelló pel papa Joan XXIII el 12 de maig de 1961. Patró de Vila-real, Torrehermosa i la pedania d'Orito, a Montfort (Vinalopó Mitjà), entre altres localitats. Sant titular de molts temples, parròquies i monestirs pel món, com ara el que hi ha al carrer del Doctor Moliner de la ciutat de València i al Trastevere de Roma.
El rei Carles II establí el Reial Patronatge sobre la Capella de Vila-real on reposaven les seues restes el 1681. La basílica de Sant Pasqual de Vila-real, joia del barroc valencià, fou cremada el 1936. Després se'n feu una de nova. El 17 de maig de 1992, 4t centenari de la seua mort, Joan Carles I reinaugurà la Reial Capella i presidí el trasllat de les restes del sant al seu nou sepulcre, obra de l'escultor Vicent Llorens Poy.

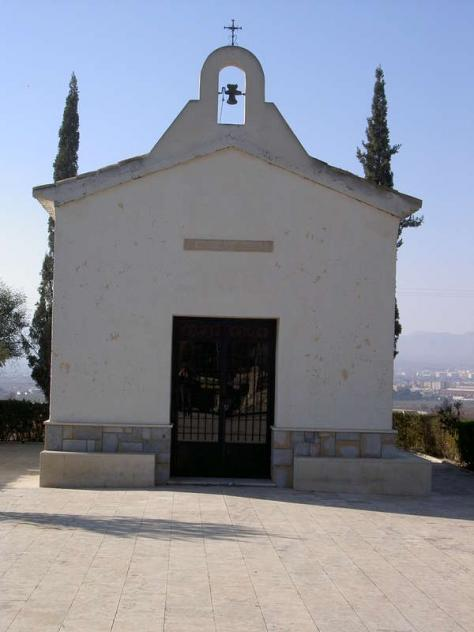
Ermita de l'Aparició, a Orito
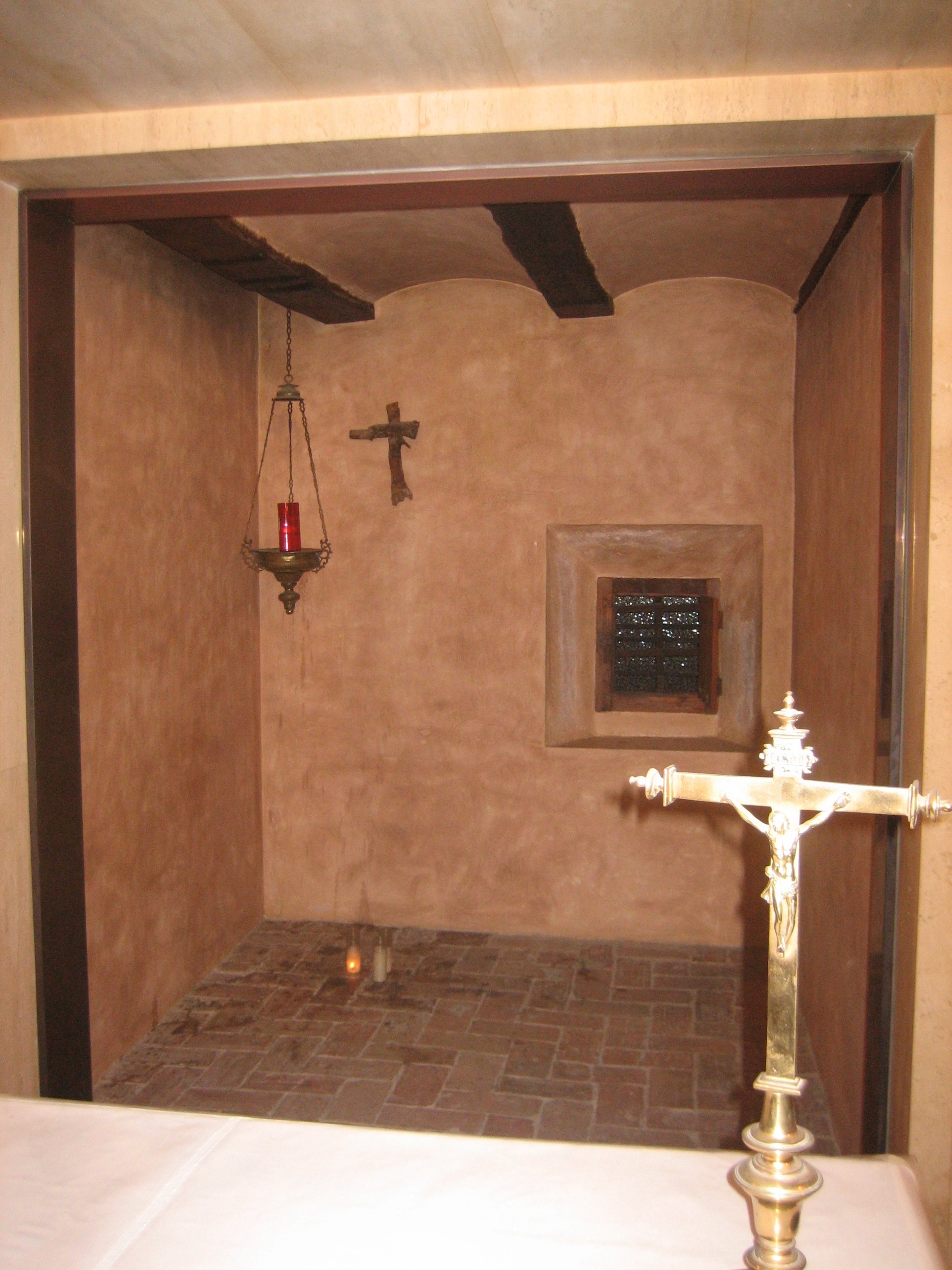
Cel·la del sant al santuari de Vila-real
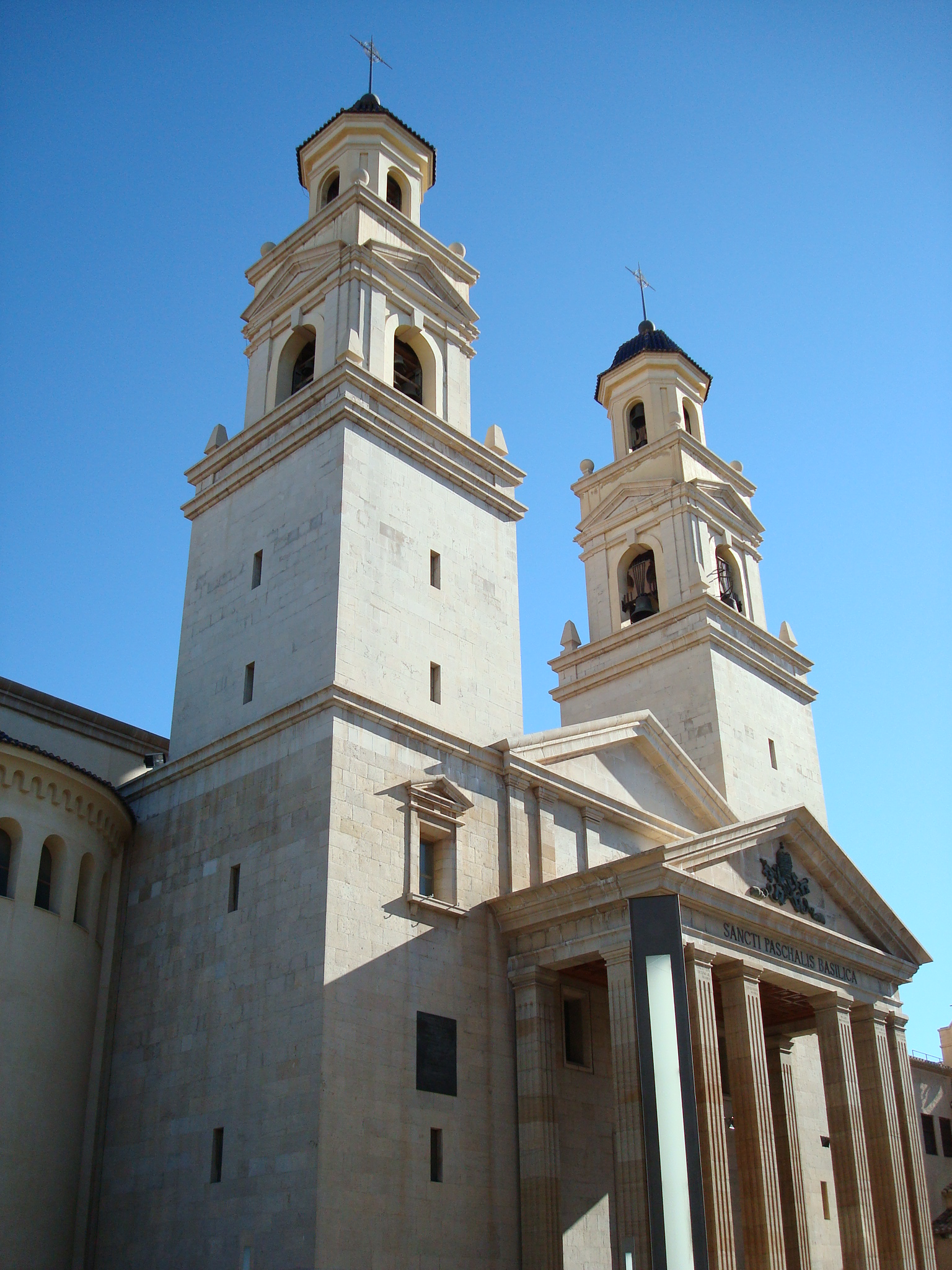
Basílica de Sant Pasqual a Vila-real
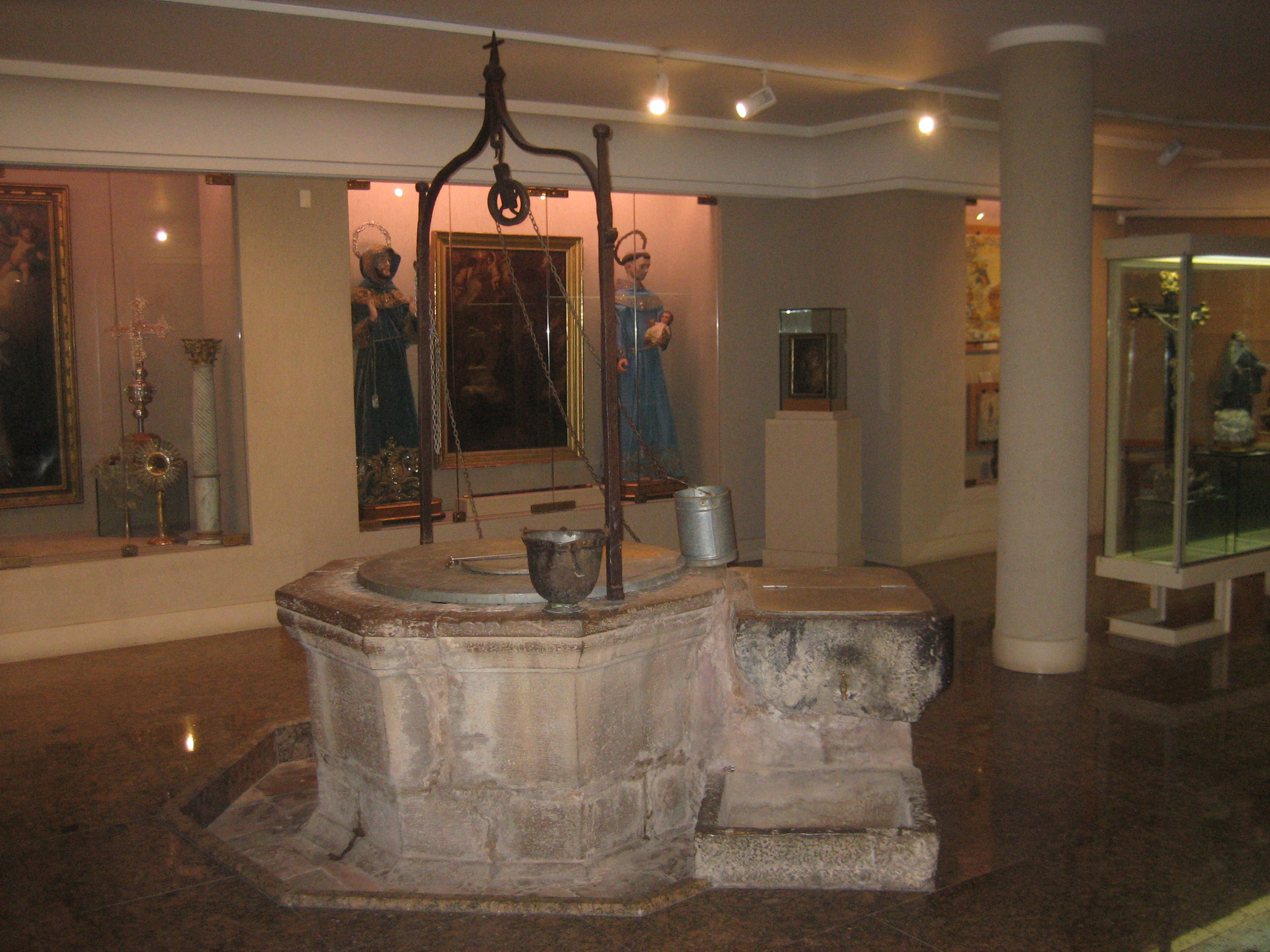
Pouet del Sant (1589), al santuari de Vila-real